# 楚江新材
安徽楚江科技新材料股份有限公司（深交所：002171，英文：Anhui Truchum Advanced Materials And Technology Co.,Ltd.，简称：楚江新材），是中国深圳证券交易所的一家上市公司，主营业务范围包括铜合金板带材、铜合金棒线材、电工材料、精密焊管及精密光亮带钢加工等。
公司成立于2002年，由原芜湖精诚铜业有限公司整体变更设立，2005年12月19日更名为安徽精诚铜业股份有限公司，2007年9月在深圳证券交易所中小企业板挂牌上市（股票简称：精诚铜业）。2005年7月21日，公司名称由“安徽精诚铜业股份有限公司”变更为“安徽楚江科技新材料股份有限公司”，证券简称由“精诚铜业”变更为“楚江新材”。
2018年，公司实现营业收入131.07亿元人民币，同比增长18.68%；实现净利润4.09亿元人民币，同比增长13.30%。